# Valsos poètics

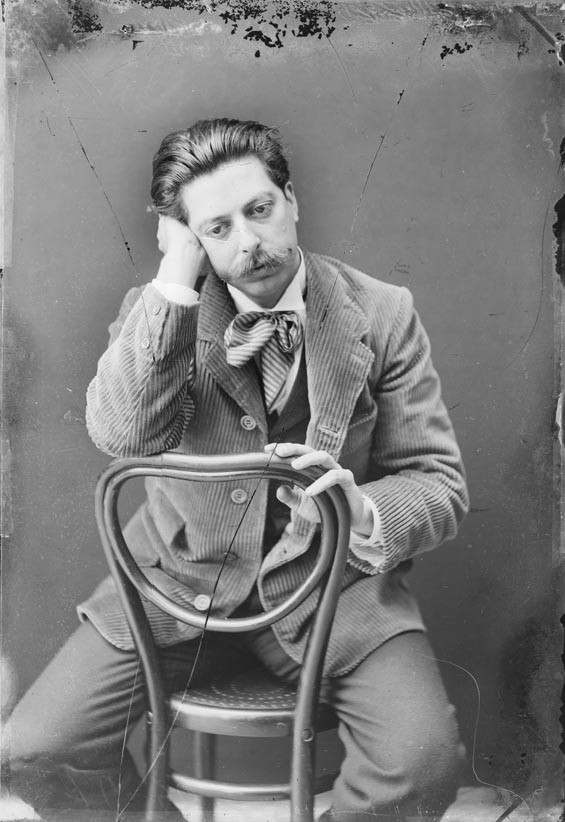
Enric Granados

Valsos poètics és una suite per a piano composta pel compositor i pianista català Enric Granados.
Les diferents peces que conformen l'obra són les següents: 
- Introducció: Vivace molto
- N.1 Vals melòdic
- N.2 Vals apassionat: Tempo de vals noble
- N.3 Vals lent: Tempo de vals lento
- N.4 Vals humorístic: Allegretto (elegant)
- N.5 Vals brillant
- N.6 Vals sentimental: Quasi ad libitum
- N.7 Vals papallona: Vivo
- N.8 Vals ideal: Presto
- (Repeteix el N.1 Vals melòdic per a finalitzar)

## Moment històric
Tot i el record de les guerres amb els carlistes i la pèrdua de les colònies (fet que afecta més a la resta d'Espanya que a Catalunya), la burgesia de l'estat aconsegueix un desenvolupament important gràcies a l'Exposició Universal de 1888 a Barcelona i als avenços tecnològics que arriben més endavant a arreu d'Espanya, aconseguint una indústria cada cop més potent.

## Moment cultural, musical i artístic
Culturalment Granados va viure en una època amb una cultura de gran valor, tant a nivell autonòmic com estatal, l'època del modernisme de Gaudí, Domènech i Montaner, Rubén Darío o Santiago Rusiñol. Pel que fa al moment musical ens trobem a una època amb gran influència de Josep Anselm Clavé on les seves propostes es comencen a utilitzar a les principals escoles de música i institucions musicals de Barcelona.
Cal dir que juntament amb Albéniz, Granados va ser un dels creadors de l'escola catalana moderna de piano. A més de la influència Modernista, Granados també el podem considerar un després del Romanticisme degut a les grans influències que rebé per part de Schumann i de Liszt, entre d'altres.
El llenguatge musical de Granados es basa en les tradicions europees, freqüentment amb la música popular espanyola, i menys però també amb la música folk catalana. Moltes de les obres per piano, no totes, deriven dels ritmes característics de les danses tradicionals espanyoles.
Malgrat algunes de les afirmacions en contra (com Larrocha, 1967), hi ha poca evidència de desenvolupament estilístic significatiu. De fet, l'intent d'identificar els períodes 'nacionalistes' i 'romàntics' separats és errònia, atès que Granados va continuar component peces amb característiques obertament nacionals, així com altres sense, al llarg de la seva vida.

## Moment biogràfic de l'autor
El moment que s'escriu l'obra és l'etapa d'un Granados jove, ja que l'obra està catalogada com la Op. 10 del compositor, per tant, forma part de les obres escrites durant la seva primera època.

## Context espacial, lloc de composició i interpretació
Composició: 1887.
El lloc on Granados va compondre la peça (almenys una part) fou en una casa a Puigcerdà, propietat del Dr. Salvador Andreu, un mecenes del compositor.
Estrena: Madrid, 15-2-1895; Barcelona, Teatre Líric, 21-3-1895.

## L'origen
A mi amigo Joaquín Malats. (Contemporani d'Albéniz, Granados i Vidiella, Joaquim Malats és un dels pianistes més rellevants de la història musical catalana de principis del segle XX i contribuí decididament a la difusió de la música del nostre país arreu del món.)
En una anotació que trobem a un manuscrit, Granados indica que considerava Apariciones com un estudi preliminar pels Valsos poètics. "The first collection of the Valses poéticos was in this form. Revise and Publish." Després de les revisions fetes a Apariciones, va seleccionar set dels divuit valsos originals, els va revisar i més endavant els va publicar com a Valsos poètics.
Els valsos són una de les primeres peces mestres del compositor. Els subtítols de cada vals estaven inclosos al programa de la seva primera estrena al 1895, però a algunes edicions mentre Granados vivia ja no se li van posar. El compositor els va valorar com una de les seves millors obres, va gravar l'obra pel Welte Mignon Reproducing Piano i va reproduir l'obra freqüentment als seus concerts, fins i tot a un dels seus últims recitals a Nova York el 23 de gener de 1916.
A l'obra també hi trobem presència i influència de la música romàntica del compositor polonès Chopin però sempre sense perdre l'essència Granados. També s'han arribat a descriure com nerviosos i schubertians.

## Procés compositiu
Segons Henri Collet, els Valsos poètics revelen la influència que Schubert va exercir sobre Granados.
El títol original dels primers manuscrits era Páginas íntimas en forma de valses, però en els següents manuscrits ja s'hi troba el de Valses poéticos.
Hi ha una gran confusió en la data de composició dels Valsos poètics. S'estima que foren escrits entre 1886 i 1887, tot i que, per la qualitat compositiva, s'apunta que hi ha més probabilitats que es componguessin a partir del 1893. S'entén així perquè l'obra es troba entre la seva etapa de peces de saló (1886-1892) i el període nacionalista (1893-1899).
Altrament, hi ha qui diu que no pugui ésser de cap de les anteriors etapes i inclouen la peça en l'època compositiva romàntico-didàctica (1899-1909).

## L'obra
El recull de valsos s'inicia amb una introducció vivace molto curiosament a temps binari tot i presentar un seguit de valsos caracteritzats pel seu compàs ternari. El preludi inicial es divideix en tres moments.
El primer vals que trobem porta el títol de vals melodico i presenta realment una senzillesa de manera general i es pot dividir també en tres seccions. El rubato en aquest cas resultarà essencial per una bona interpretació romàntica per excel·lència.
El segon vals titulat com vals apassionado i amb la indicació de: tempo de vals noble es construeix sobre dues línies, una que canta amb aparent senzillesa i l'altra que acompanya. Aquest segmentat en quatre períodes resulta eminentment chopinià, exemple de simetria estructural per part del compositor tot i ser criticat moltes vegades per la seva poca cura en la forma.
El tercer vals lento desprèn una infinita nostàlgia dividit clarament en dues seccions, la segona indicada amb un poco più donant-li lleugeresa i una elegància vienesa i schubertiana.
El quart vals humorístico, descripció curiosa pel que fa a la paraula humorístic, està format igual que l'anterior per dues seccions de caràcter diferent, la primera de caràcter realment allegro i la segona amb un toc més femení.
El cinquè vals amb títol vals brillante i amb la indicació de allegro elegante, es distribueix en una estructura de A-B i no abandona sobretot l'elegància, cal dir que hi ha una reproducció de l'eslavisme chopinià.
El sisè titulat vals sentimental es descriu com un dolor penetrant amb la repetició d'una mateixa nota i la insistència sobre ella i caracteritzat per la descripció de: quasi ad libitum. Però, sense abandonar la simetria que ja hem vist en els valsos anteriors creant una forma A-B la primera més punyent, profunda i lenta i la segona con molta espressione però ja dins d'un àmbit més tranquil. El vals més que un relat són uns sentiments breus, 
El setè vals anomenat vals mariposa està format per l'alternativa d'àgils, lleus i solts dissenys que es trobaran contrastats per l'oposició melancòlica del final amb un cert vol virtuós.
El vuitè i últim vals titulat vals ideal no deixa de ser menys virtuós que l'anterior però trobem encara més un apropament clar al compositor Chopin. Inesperadament, s'inclou al final la repetició exacta del vals número 1 melodico que ens torna a transportar al clima i als aires inicials.

## Els intèrprets

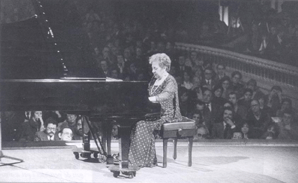
Alícia de Larrocha

Alícia de Larrocha és considerada la pianista que dona més nom al compositor, i sobretot dona a conèixer aquesta obra entre d'altres. Entre d'altres característiques d'aquesta obra cal dir que en la interpretació de la pianista, al tercer vals repeteix el primer dels dos períodes, fet que a la partitura no hi consta, però així permet seguir la formulació estructural A-B-A i resulta una forma amb més bon acabat. De fet, a la partitura que està revisada per la mateixa pianista de l'editorial Boileau ja hi trobem les barres de repetició. A part d'estar escrita per a piano també hi ha la versió per guitarra i en trobem gravacions per intèrprets importants.

## Granados i els valsos poètics
Els Valsos Poètics són realment un segell i una demostració de la música de Granados tot i estar escrits al principi de la seva vida com a compositor. Hi trobem influència sobretot amb Felip Pedrell, una de les figures claus per la música nacional espanyola, per això cal dir que Granados no es va enfocar exclusivament en la seva nacionalitat catalana i per això té una identitat tan individual. 
"Em considero català com qualssevol, però a la meva música m'agrada expressar el què sento, el què admiro i el què trobo atractiu, indeferentment de si és andalús o xinès".
Els Valsos Poètics juntament amb les Escenes Poètiques i les Escenes Romàntiques del mateix compositor, tal com indica el seu títol mostren una autèntica delicadesa poètica de l'atmosfera, amb un color suau i sensible a cada estat d'ànim i a cada pàgina de les seves obres. El compositor aconsegueix mostrar fins a quin punt és capaç de reproduir la seva essència.

## Enregistraments
Granados va realitzar un enregistrament on ell mateix tocava els Valsos Poètics, entre altres peces. La gravació data del 1913, i es troba emmagatzemada a la Biblioteca Nacional de Catalunya. I com a enregistrament més destacable també cal mencionar Alícia de Larrocha.

## Obres relacionades
Abert Guinovart i Mingacho (n.1962) ha compost una obra anomenada Valsos poètics en memòria d'Enric Granados en un homenatge a aquest. La peça és clarament diferent a l'original però que, sens dubte, s'hi observen remniscències melòdico-harmòniques, tonals i formals. La peça va ser estrenada pel mateix compositor el dia 11 de juliol de 2011.